# The Comments
《The Comments》，為泰國GMM 25於2021年5月23日起播出的懸疑校園電視劇，由New、Aye及Toy主演。
此劇由GMMTV製作，由安全與創意媒體發展基金會旗下的「制止網絡欺凌」項目贊助，反映網絡欺凌的問題。此劇於2021年5月在GMM 25電視台首播，同年6月終映。

## 劇情簡介
Papang是學校的學生會主席和出色的學生領袖，在各方面都很完美。但是，她決定仿效最喜歡的女演員Gina，以自己喜歡的方式在直播中自殺。她是第二個被網絡欺凌後，直播自己自殺的人。
這事件使Papang的哥哥Khan開始調查妹妹決定自殺的原因，而年輕的Phat老師願意幫助Khan找尋事件的真相。他們開始調查學校的學生，但當他們找出的線索越多時，他們就對這些線索越發懷疑。他們最終發現，看似完美的Papang背後，她正遭受不斷的流言蜚語所困擾，以及被霸凌。

## 演員陣容
註：括號內的演員姓名為小名。

### 主要人物
- 提迪蓬·德查阿派坤（New）飾演 Khan

Papang的哥哥，在妹妹死後與Phat一同調查妹妹死亡的真正原因。
- 莎楠查娜·阿芘莎麥蒙空（Aye）飾演 Papang

Khan的妹妹，學校的學生會主席。她一直被學校的人在群組裡非議，以及在學校裡被欺凌。
- 帕同朋·任翟迪（Toy）飾演 Phat

年輕男教師，Papang的班主任Wimol女士的助理老師。

### 其他人物
- 安比查婭·薩瓊（Ciize）飾演 Nan

社交媒體上癮者，認為自己在各方面都不如Papang。
- Rachanun Mahawan（Film）飾演 Toon

永遠奪得全科A級成績的優材生，希望成為學生會會長以提高自己的成績。
- 哈里·奇瓦加隆（Ssing）飾演 Pok

迷戀著Papang的男學生，曾向她表白，但被Payang冷酷地拒絕。
- Watchara Sukchum（Jennie）飾演 Gina

Papang的偶像，第一個直播自己自殺的偶像。
- Suda Chuenban 飾演 Wimol

Papang與其餘同學的班主任。
- 馮·彤順通 飾演 Pimpa

Khan和Papang的媽媽。她與有婦之夫Wittaya發展不倫戀後，開始隱藏著某些東西，並與Papang產生了嫌隙。
- 素科爾·薩斯喀徹溫（Jome）飾演 Wittaya

## 劇集迴響

### 泰國電視收視
- 收視最低的集數以藍色表示，收視最高的集數以紅色表示，而空格則表示該集的收視沒有相關數據。

| 集數 No.   | 播放日期      | 播放時段 (UTC+07:00) | 平均收視率 | 來源  |
| ---------- | ------------- | -------------------- | ---------- | ----- |
| 1          | 2021年5月23日 | 星期日 20:30         | 0.166      | [ 4 ] |
| 2          | 2021年5月29日 | 星期六 20:30         | 0.172      | [ 5 ] |
| 3          | 2021年5月30日 | 星期日 20:30         | 0.146      | [ 5 ] |
| 4          | 2021年6月5日  | 星期六 20:30         | 0.123      | [ 6 ] |
| 5          | 2021年6月6日  | 星期日 20:30         | 0.088      | [ 6 ] |
| 平均收視率 | 平均收視率    | 平均收視率           | 0.139      | 1     |

^1  基於每集的平均觀眾份額。

## 外部連結
- GMM25 官方網站 （页面存档备份，存于）（泰文）
- YouTube上的《The Comments》播放列表
- MyDramaList 劇集介紹及劇評 （页面存档备份，存于）（英文）
- 豆瓣电影上《The Comments》的資料 （简体中文）